# Біла (Паєнчанський повіт)
Біла (пол. Biała) — село в Польщі, у гміні Жонсня Паєнчанського повіту Лодзинського воєводства.
Населення — 966 осіб (2011).
У 1975-1998 роках село належало до Пйотрковського воєводства.

## Демографія
Демографічна структура станом на 31 березня 2011 року:
|          | Загалом | Допрацездатний вік | Працездатний вік | Постпрацездатний вік |
| -------- | ------- | ------------------ | ---------------- | -------------------- |
| Чоловіки | 485     | 122                | 307              | 56                   |
| Жінки    | 481     | 104                | 256              | 121                  |
| Разом    | 966     | 226                | 563              | 177                  |

## Відомі уродженці
- Йоахим Бельський (біля 1540 — 1599) — королівський секретар, польський історик, письменник, поет, дипломат.